# Chloroceryle
Chloroceryle é o género de aves coraciiformes da família Cerylidae que compreende quatro espécies de martim-pescador ou guarda-rios. Eles são típicos da América Latina, sendo que apenas uma espécies ocorre nos Estados Unidos, nos sul do Texas.
Essas aves constroem seus ninhos em forma de um túnel horizontal em florestas ou manguezais.
O bico longo e a cauda curta são características das aves do género Chloroceryle, assim como de todos os outros cerilídeos. Os quatro possuem as partes de cima verde. C. aenea e C. inda possuem as partes de baixo marrons, enquanto C. amazona e C. americana possuem-nas brancas, sendo que apenas os machos possuem o peito marrom.
Eles se alimentam de crustáceos e peixes, apesar de C. aenea também se alimentar de insetos capturados em voo.

## Espécies
- Martim-pescador-verde, Chloroceryle amazona
- Martim-pescador-pequeno, Chloroceryle americana
- Martim-pescador-da-mata, Chloroceryle inda
- Martim-pescador-miúdo, Chloroceryle aenea [1]